# Jeux du Commonwealth de 2018
Navigation
Édition précédente Édition suivante
Les XXIe Jeux du Commonwealth de 2018 se déroulent à Gold Coast en Australie du 4 au 15 avril 2018.

## Candidature
Les deux candidatures majeures aux Jeux du Commonwealth 2018 sont celles de Gold Coast et d'Hambantota (Sri Lanka). En novembre 2011, à Basseterre (Saint-Christophe-et-Niévès), lors de l'assemblée générale de la Fédération des Jeux du Commonwealth, Gold Coast remporte le scrutin par 43 voix contre 27.

## Déroulement des Jeux

### Cérémonie d'ouverture
La cérémonie d'ouverture des Jeux du Commonwealth de 2018 se déroule le 4 avril au Stade Carrara.

### Épreuves
Dix-neuf disciplines sont planifiées[Passage à actualiser] pour les Jeux du Commonwealth.
| - Athlétisme - Badminton - Basket-ball - Boulingrin - Boxe - Cyclisme | - Gymnastique - Haltérophilie - Hockey sur gazon - Lutte - Natation - Netball | - Rugby à sept - Squash - Tennis de table - Tir - Triathlon |

Note : Le Rugby League (XIII) sera[Passage à actualiser] également présent au titre de sport de démonstration sous la forme "Nines" (rugby à neuf) lors d'un tournoi préliminaire organisé du 23 au 25 février, alors que Le Rugby Union (XV) est représenté par le "Sevens" (rugby à sept) en tant que sport titulaire.

### Pays participants
| - Afrique du Sud (196) - Angleterre (396) - Anguilla (12) - Antigua-et-Barbuda (18) - Australie (474) - Bahamas (31) - Bangladesh (26) - Barbade (45) - Belize (12) - Bermudes (8) - Botswana (27) - Brunei (8) - Cameroun (41) - Canada (282) - Îles Caïmans (22) - Chypre (47) - Îles Cook (18) - Dominique (13) | - Écosse (224) - Fidji (97) - Gambie (6) - Pays de Galles (214) - Ghana (71) - Gibraltar (22) - Grenade (15) - Guernesey (31) - Guyana (23) - Inde (218) - Irlande du Nord (90) - Jamaïque (115) - Jersey (33) - Kenya (138) - Kiribati (16) - Lesotho (20) - Malawi (20) - Malaisie (178) | - Îles Malouines (15) - Malte (25) - Île de Man (32) - Maurice (54) - Montserrat (7) - Mozambique (28) - Namibie (28) - Nauru (16) - Nigeria (90) - Niue (19) - Île Norfolk (18) - Nouvelle-Zélande (253) - Ouganda (70) - Pakistan (56) - Papouasie-Nouvelle-Guinée (56) - Rwanda (17) - Sainte-Hélène (9) - Saint-Christophe-et-Niévès (10) | - Sainte-Lucie (13) - Saint-Vincent-et-les-Grenadines (20) - Salomon (14) - Samoa (38) - Seychelles (25) - Sierra Leone (25) - Singapour (60) - Sri Lanka (80) - Swaziland (10) - Tanzanie (19) - Tonga (13) - Trinité-et-Tobago (51) - Îles Turques-et-Caïques (9) - Tuvalu (7) - Vanuatu (18) - Îles Vierges (10) - Zambie (38) |

### Tableau des médailles
- Pays hôte ( Australie)

| Rang  | Nation                    | Or  | Argent | Bronze | Total |
| ----- | ------------------------- | --- | ------ | ------ | ----- |
| 1     | Australie                 | 80  | 59     | 59     | 198   |
| 2     | Angleterre                | 45  | 45     | 46     | 136   |
| 3     | Inde                      | 26  | 20     | 20     | 66    |
| 4     | Canada                    | 15  | 40     | 27     | 82    |
| 5     | Nouvelle-Zélande          | 15  | 16     | 15     | 46    |
| 6     | Afrique du Sud            | 13  | 11     | 13     | 37    |
| 7     | Pays de Galles            | 10  | 12     | 14     | 36    |
| 8     | Écosse                    | 9   | 13     | 22     | 44    |
| 9     | Nigeria                   | 9   | 9      | 6      | 24    |
| 10    | Chypre                    | 8   | 1      | 5      | 14    |
| 11    | Jamaïque                  | 7   | 9      | 11     | 27    |
| 12    | Malaisie                  | 7   | 5      | 12     | 24    |
| 13    | Singapour                 | 5   | 2      | 2      | 9     |
| 14    | Kenya                     | 4   | 7      | 6      | 17    |
| 15    | Ouganda                   | 3   | 1      | 2      | 7     |
| 16    | Botswana                  | 3   | 1      | 1      | 5     |
| 17    | Samoa                     | 2   | 3      | 0      | 6     |
| 18    | Trinité-et-Tobago         | 2   | 1      | 0      | 3     |
| 19    | Namibie                   | 2   | 0      | 0      | 2     |
| 20    | Irlande du Nord           | 1   | 7      | 4      | 12    |
| 21    | Bahamas                   | 1   | 3      | 0      | 4     |
| 22    | Papouasie-Nouvelle-Guinée | 1   | 2      | 0      | 3     |
| 23    | Fidji                     | 1   | 1      | 2      | 4     |
| 24    | Pakistan                  | 1   | 0      | 4      | 5     |
| 25    | Grenade                   | 1   | 0      | 1      | 2     |
| 26    | Bermudes                  | 1   | 0      | 0      | 1     |
| 26    | Guyana                    | 1   | 0      | 0      | 1     |
| 26    | Îles Vierges britanniques | 1   | 0      | 0      | 1     |
| 26    | Sainte-Lucie              | 1   | 0      | 0      | 1     |
| 30    | Bangladesh                | 0   | 2      | 0      | 2     |
| 31    | Sri Lanka                 | 0   | 1      | 5      | 6     |
| 32    | Cameroun                  | 0   | 1      | 2      | 3     |
| 33    | Dominique                 | 0   | 1      | 1      | 2     |
| 34    | Île de Man                | 0   | 1      | 0      | 1     |
| 34    | Maurice                   | 0   | 1      | 0      | 1     |
| 34    | Nauru                     | 0   | 1      | 0      | 1     |
| 37    | Malte                     | 0   | 0      | 2      | 2     |
| 37    | Vanuatu                   | 0   | 0      | 2      | 2     |
| 39    | Îles Cook                 | 0   | 0      | 1      | 1     |
| 39    | Ghana                     | 0   | 0      | 1      | 1     |
| 39    | Île Norfolk               | 0   | 0      | 1      | 1     |
| 39    | Seychelles                | 0   | 0      | 1      | 1     |
| 39    | Îles Salomon              | 0   | 0      | 1      | 1     |
| Total | Total                     | 275 | 276    | 289    | 840   |

## Personnalités sportives liées
- Colleen Piketh, née le 26 décembre 1972 Johannesbourg), joueuse sud-africaine internationale de boulingrin.